# Scopula internata
Scopula internata là một loài bướm đêm trong họ Geometridae.